# قسيم فولفي

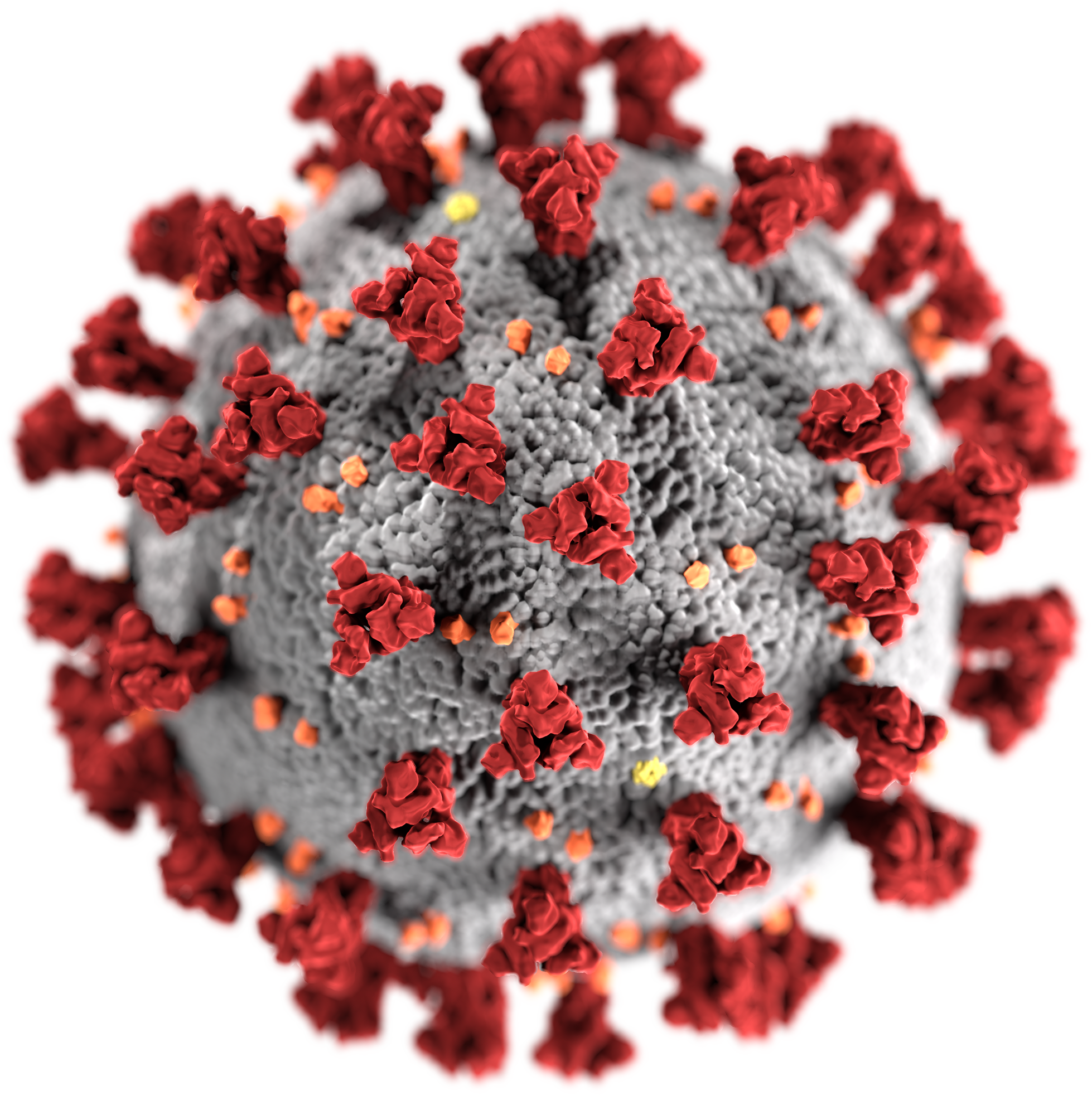

القسيم الفولفي (بالإنجليزية: peplomer)‏ هو شوكة بروتين سكرية على القفيصة الفيروسية أو الغلاف الفيروسي. هذه النتوءات سترتبط فقط مع مستقبلات معينة على خلية الثوي/المضيف ؛ وهي ضرورية لكل من نوعية المضيف و إخْماج الفيروس . مصطلح 'القسيم الفولفي' عادة ما يستخدم للإشارة إلى مجموعة متغايرة من البروتينات على سطح الفيروس والتي تعمل معا. [بحاجة لمصدر]
ألياف ذيل بعض العاثيات ، وخاصة T4 هي قسيمات فولفية معدلة .
فيروس الأنفلونزا لديه نوعين من القسيمات الفولفية :
1) ذات شكل الشوكة المثلثة [الراصة الدموية]
2) ذات شكل الفطر [نورامينيداز] . [بحاجة لمصدر]